# Gonatodes vittatus
Gonatodes vittatus este o specie de șopârle din genul Gonatodes, familia Gekkonidae, descrisă de Lichtenstein 1856.

## Subspecii
Această specie cuprinde următoarele subspecii:
- G. v. vittatus
- G. v. roquensis

## Galerie

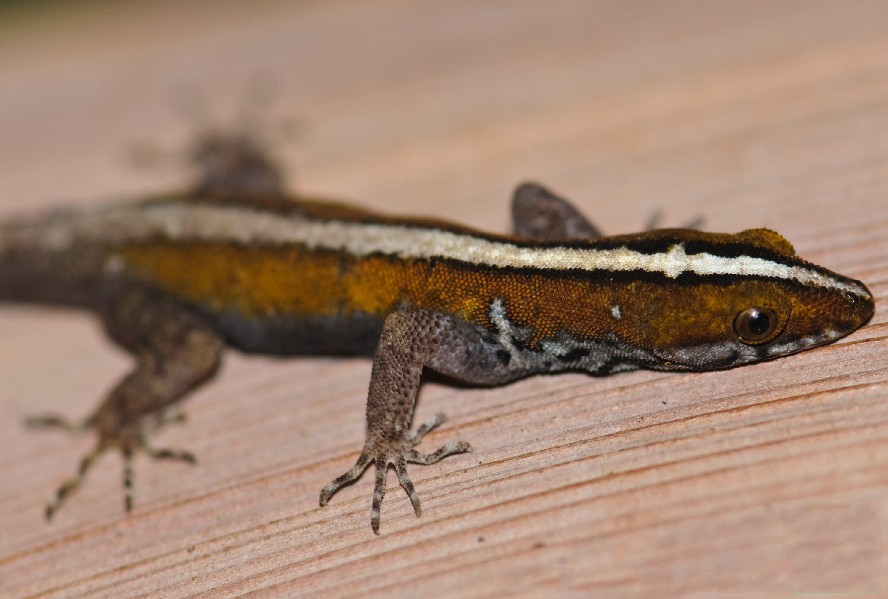